# Оя Вольдемар Карлович
Вольдемар Карлович Оя (3 червня 1894, Тестамаська волость Перновського повіту Ліфляндської губернії, тепер волость Тистамаа повіту Пярнумаа, Естонія — 7 серпня 1989, місто Таллінн, тепер Естонія) — радянський естонський діяч, міністр освіти Естонської РСР. Депутат Верховної ради Естонської РСР 3—4-го скликань. Депутат Верховної ради СРСР 3-го скликання.

## Життєпис
Народився в родині лісника. У 1908 році закінчив початкову парафіяльну школу та поступив до учительської семінарії в Тарту.
У 1911 році закінчив Тартуську учительську семінарію і до 1915 року працював шкільним вчителем у волостях Рею та Віхтерпалу Перновського повіту.
У 1915 році переїхав до Сибіру, де працював вчителем в естонській школі села Воймовське Красноярського повіту Єнісейської губернії. 1917 року призивався до царської армії, але незабаром був демобілізований. У 1918 році брав участь у радянському партизанському русі проти адмірала Колчака в Сибіру.
З 1920-х років — учитель Воймовської школи Красноярського повіту, інспектор шкіл відділу народної освіти Єнісейської губернії, директор семирічної школи в селі Островському, завідувач школи колгоспної молоді. Був членом правління одного із перших колгоспів округу.
У 1933—1938 роках — інспектор шкіл відділу народної освіти міста Тулун Іркутської області.
У 1938—1947 роках — вчитель, завідувач навчальної частини Тулунського педагогічного училища Іркутської області.
Член ВКП(б) з 1943 року.
У 1947 році переїхав до Естонської РСР. У 1947—1950 роках — директор неповної (семирічної) середньої школи волості Тистамаа Пярнумаського повіту Естонської РСР.
У 1950 — 16 березня 1951 року — заступник міністра освіти Естонської РСР.
16 березня 1951 — 1 листопада 1958 року — міністр освіти Естонської РСР.
1 листопада 1958 — 1961 року — 1-й заступник міністра освіти Естонської РСР.
З 1964 року — на пенсії в місті Таллінні.
Помер 7 серпня 1989 року в Таллінні. Похований на Лісовому цвинтарі Таллінна.

## Нагороди
- орден Леніна (1949)
- два ордени Трудового Червоного Прапора
- медалі
- медаль «За доблесну працю у Великій Вітчизняній війні 1941—1945 рр.» (1945)
- Значок «Відмінник народної освіти РРФСР» (1947)
- Заслужений вчитель Естонської РСР (1951)